# María José Sánchez Yago
María José Sánchez Yago (Madrid, 1972) es española, ingeniera de telecomunicación y experta en liderazgo y creadora de LIDERO. En 2023, fue reconocida con el premio Pioneras_IT que otorga el Colegio Oficial de Ingenieros de Telecomunicación.

## Trayectoria
Sánchez es ingeniería de telecomunicación por la Universidad Politécnica de Madrid y licenciada en psicología por la Universidad Nacional de Educación a Distancia (UNED). Completó sus estudios con el Programa de Desarrollo Directivo del IESE Business School, el Máster en Filosofía y Humanidades por la Universidad Francisco de Vitoria.
Es miembro de ICA, Asociación Multisectorial de Mujeres Directivas y Empresarias (AMMDE) y de la Fundación Woman Forward.
Trabajó en empresas como Telefónica, Canal+ o el grupo Sogecable y es socia fundadora de Creatia.
Sánchez es coach de alta dirección, experta en liderazgo y conferenciante. Desde 2008 ha acompañado a directivos y empresas españolas para promover su liderazgo efectivo creando culturas abiertas, flexibles y alineadas con su propósito y valores corporativos. Es conferenciante habitual y colabora con distintas escuelas de negocios.

## Obra
- 2020 – Érase una persona que quería vivir mejor. Editorial Autografía. ISBN 978-8418587023.[2][7]

- 2023 – Érase una vez una persona que quería cambiar sus hábitos. Editorial Anaya Multimedia. ISBN 978-8441547063.[2][7]
- 2025 – Liderazgo básico, Editorial Colima. ISBN 978-84-10209-67-1 [8]

## Reconocimientos
En 2023, Sánchez recibió el Premio Pioneras_IT 2023, un galardón anual con el que el Colegio Oficial de Ingenieros de Telecomunicación como reconocimiento a su labor de fomento de la ingeniería entre las mujeres. Este reconocimiento busca destacar la participación femenina en las áreas STEM (ciencia, tecnología, ingeniería y matemáticas), en concreto en la ingeniería de telecomunicación, y sirve para impulsar las vocaciones femeninas en estos ámbitos, dejar huella en la sociedad y generar vocaciones al dar visibilidad a mujeres ingenieras. La primera ingeniera que recibió este premio fue María Jesús Prieto-Laffargue, y otras ingenieras en recibirlo fueron Inmaculada Sánchez Ramos y Magdalena Salazar Palma.